# Ризван Сулејмани
Ризван Сулејмани (рођен 8. јануара 1957, Скопље) је македонски политичар. Тренутно се налази на функцији министра за локалну самоуправу Северне Македоније, а пре тога је био заменик министра одбране Северне Македоније. Рођен је 1957. године у Скопљу. Дипломирао је на Електротехничком факултету, а магистрирао је на тему Европских интеграција и комуникација. После дипломирања, Ризван Сулејмани ради као професор у гимназији “Зеф Љуш Марку”.
Говори енглески, а служи се и француским језиком.
У периоду од 1996. до 2002. године Сулејмани је био посланик у скупштини Северне Македоније, као и члан више њених комисија. Ризван Сулејмани је био члан Делегације Парламента Северне Македоније у Парламенту НАТО-а. 